# Batracomorphus matsumurai
Batracomorphus matsumurai är en insektsart som beskrevs av Metcalf 1966. Batracomorphus matsumurai ingår i släktet Batracomorphus och familjen dvärgstritar. Inga underarter finns listade i Catalogue of Life.